# Alció de Moorea
L'alció de Moorea (Todiramphus veneratus youngi) és una espècie d'ocell de la família dels alcedínids (Alcedinidae) que habita els manglars de Morea, a les illes de la Societat. Tradicionalment s'ha considerat una subespècie de l'alció venerat, però modernament alguns autors la consideren una espècie de ple dret: